# Borsa di Budapest
La Borsa di Budapest o Budapest Stock Exchange è una recente borsa ungherese con sede a Budapest. Rimpiazza la non ufficiale Budapest Stock Exchange Index adottato durante la fase di transizione da un'economia socialista a una di mercato.